# Aasmund Olavsson Vinje
Aasmund Olavsson Vinje (født 6. april 1818 i Vinje i Telemark, død 30. juli 1870 i Gran i Hadeland) var en norsk forfatter og journalist. Vinje var en af de første efter Ivar Aasen, som aktivt tog det norske landsmål i brug, som Aasen havde udviklet, og den første som gennemgående brugte landsmål (nynorsk skriftsprog) også i prosa. Han var en foregangsmand inden for norsk journalistik og er ophavsmand til folkekære digte som «Våren», «Ved Rundarne», «Kunnskap skal styra rike og land», børnesangen «Blåmann» og mange flere. Da det norske radioprogram Ønskediktet bad lytterne stemme om det mest elskede kærlighedsdigt i norsk litteratur, vandt Vinjes «Den dag kjem aldri» fra cyklussen Storegut. Digtet kan synges på traditionelle folkemelodier. Komponisten Edvard Grieg har også tonesat flere af Vinjes digte.
Vinje skabte sin lyrik i overgangsperioden mellem Henrik Wergelands død i 1845 og det moderne gennembrud, og placeres gerne litteraturhistorisk som en repræsentant for den poetiske realisme.

## Baggrund og opvækst

### Slægt
Aasmund Olavssons farfar, Aasmund Torjussen, kom fra gården Vå i Rauland i det vestlige Telemark, men solgte gården og var siden bonde på forskellige gårde i Vinje og Mo i Telemark. Han giftede sig i 1782 med Ingeborg Asbjørnsdatter. Aasmund og Ingeborg havde to sønner. Den yngste, Olav Aasmundsen, (født 1786 på gården Ljostad) blev i en ung alder udskrevet som soldat, og var med både i Napoleonskrigene i 1808 og krigen mod Sverige i 1814. Når han var hjemme, arbejdede han som gårdskarl rundt om i Vinje bygd. Den 11. november 1813 giftede han sig med Thorbjørg Gjermundsdatter (født 1787) fra Gøytilsgrenda i Eidsborg. På dette tidspunkt byggede han husmandsstedet Uppistog Vinje.

### Barndom
Aasmund Olavsson  Vinje var ældste barn af Olav Aasmundsson og Thorbjørg Gjermundsdatter. Da han var seks år gammel, flyttede familien til «Plassen» eller «Plassevja», et husmandssted under gården Vinje, som faren Olav Aasmundson tidligere havde ryddet for skov. Aasmund Olavsson Vinje voksede op på Plassen. De materielle kår var ringe, og armoden til tider stor, men litteratur og kultur var alligevel højt værdsatte i hjemmet. Aasmund O. Vinje lærte at læse ni år gammel. Det fortælles, at han satte ild på sin ABC, fordi den hane, som var afbilledet på sidste side, ikke ville gale, da han havde stavet sig gennem bogen. Drengen havde en ubændig trang til at tilegne sig kundskab gennem bøger. Han satte sig til og med for at lære Bibelen udenad, men faren fratog ham familiens eneste eksemplar, for at det ikke skulle blive slidt i stykker.  
Som dreng blev Vinje sat til at vogte geder. Han var glad for dyrene, og havde stor sans for geder. Køerne regnede han nærmest som familiemedlemmer, og grisene gav ham visse forudsætninger for at tilegne sig filosofi. (Se nedenfor)
Han mistede sin mor 10 år gammel. Om dette fortæller A. O. Vinje siden: «Jeg fikk bryst til jeg var omtrent 6 år, og derved således svekket min mor, at hun trolig av dette i forbindelse med en sterk forkjølelse fikk tæring og døde i mitt 10.år.» I 1831 giftede faren sig igen, og snart havde Aasmund en halvbror ved navn Olav.
Efteråret 1834 blev han konfirmeret med «UG» i kristendomskundskab, og præsten ville have ham som omgangsskolelærer i hjembygden. Vinje tog derfor på hjælpeseminariet i nabokommunen Kviteseid og opnåede det bedste afgangsresultat i skolens historie. Det var præsten Søren Schive i Tinn som udeksaminerede ham.

### Unge år
Efter opholdet i Kviteseid, hvor Aasmund O. Vinje var i et halvt års tid, blev han omgangsskolelærer i Smørklepp og Grungedal, de øverste fjeldtrakter i Vinje. Han holdt kun skole om vinteren og havde en årsløn på 13 speciedaler. Om somrene lå han dels på sætrene med får; dels påtog han sig arbejde på gårdene i bygden. Desuden skaffede han sig indtægter ved at brænde brændevin. Det solgte han uden hensyn til loven om brændevinssalg. På denne måde klarede han at lægge noget kapital til side. I tillæg fik han en arv på 12 speciedaler efter sin mor. Efter godt fem års virke som skolemester, havde han sparet omkring 100 spd. op.

## Til Asker seminarium
Aasmund O. Vinje havde tænkt sig at udvandre til Amerika, men pastor A. E. Smitt overtalte ham i foråret 1841 til at begynde på seminariet i Asker.  Han fik tilbudt et lån på 50 spd. Vinje slog til, og om sommeren gik han til fods til Asker Seminarium, som på den tid blev bestyret af Knud Gislesen. Ved siden af skolearbejdet læste han adskilligt uden om pensum, og i julen 1842 besøgte han for første gang Christiania. I juli 1843 tog han lærereksamen med karakteren «UG».

### Lærer i Mandal
Vinje søgte klokkerpost i Vinje, men en anden ansøger blev valgt, til trods for, at han vikarierede der en tid. Han begyndte da igen at tænke på Amerika. Han drog til Christiania i håb om at tjene som klokker hos emigrantpræsten J. W. C. Dietrichson, men stillingen var besat. På vejen forhørte han sig om en skolelærerpost i Skien, og i Kristiania søgte han om at blive lærer ved asylet; men begge steder fik han afslag, fordi han havde for gode papirer og således var overkvalificeret. Familien rådede ham til at søge en timelærerpost ved Mandal Borgerskole. Den fik han i februar 1844 og tiltrådte 1. marts samme år. Ved siden af skoletimerne, som skaffede ham en løn på omtrent 120 spd. årlig, gav han privatundervisning. Samtidig fulgte han som elev undervisningen i de højere klasser, og hans medlærere gav ham fri undervisning i tysk, fransk og latin. Han læste også meget på egen hånd, f.eks. Immanuel Kant, Johann Gottlieb Fichte og Hegel. Han mente, han var for gammel til at studere, tog sigte på sømandslivet og forsøgte at stå til søs foråret 1846. Han blev imidlertid snart sat i land som ubrugelig. 
Vinje begyndte da at interessere sig for handel. Den 25. januar 1847 havde han skaffet sig handelsbrev i Kristiansand. Planen var at drive tømmer ned fra Åseral og sælge det i byen, men det blev  aldrig til  noget. Alligevel tog han borgerbrev først og fremmest for at få stemmeret. Allerede ved ankomsten til Mandal var han blevet bekendt med Søren Jaabæk som havde vakt politiske interesser hos ham. Disse to blev snart nære venner; Vinje gav Jaabæk undervisning i tysk, og Jaabæk anbefalede Vinje til valgene 1847. Den 5. august 1847 blev han valgt til 4. valgmand for Mandal sammen med Jaabæk og to andre bønder.
I Mandaltiden begyndte han at skrive i byens avis, og i juli 1847 skrev han i «Morgenbladet» en kritik af sognepræst Knud Olaus Knutzens «Christelige Fortællinger». Efter dette fik han at vide, at biskoppen havde udtalt, at han aldrig kunne blive forfremmet.
Kort tid efter blev han opsagt ved skolen i Mandal og sejlede til Kristiania med 10 spd. i lommen for at friste lykken.

## Artium og embedseksamen
Vinje havde tænkt at begynde at læse til examen artium, og hans venner, Jaabæk og G. Michelsen, havde lovet at hjælpe ham med et lån, men da de ikke kunne skaffe pengene straks, besluttede han at gå med i Treårskrigen. Han har selv oplyst, at han ikke lykkedes med at træffe advokat Bernhard Dunker som registrerede de frivillige. I slutningen af juli 1847 overhørte han odelstingsforhandlingerne om lov om almueskolevæsenet fra Stortingsgalleriet. Om denne skrev han en artikel i «Morgenbladet», og redaktøren Adolf Bredo Stabell opfordrede ham til at fortsætte med at skrive der mod betaling, så han havde råd til for alvor at tage fat på artiumslæsningen. 
Indtægten fra avisen og det lån han fik fra Mandal, satte ham i stand til at begynde på «Heltbergs studentfabrikk» i 1848. Her traf han Henrik Ibsen, Frithjof Foss, Bjørnstjerne Bjørnson og Jonas Lie. Ved siden af skolegangen dyrkede han sine litterære og politiske interesser. I 1850 fik han Examen Artium med haud, dimitteret af stud. philol. T. J. Lie.

### Studier
Han blev optaget af teoretiske synsmåder under studiet af naturfagene til andendel, som han bestod med haud i juni 1851. Han læste Niels Treschow, historie, klassikerne og, med særlig begejstring, Meïr Aron Goldschmidt. Siden begyndte han på jurastudier, og 15. december 1856 tog han juridisk embedseksamen med laud, og 28. april 1857 blev han autoriseret som overretssagfører, men fortsatte sin gamle levevis. Hans juridiske virksomhed indskrænkede sig til at føre højst to eller tre retssager som ansat hos advokat J. C. Lous.

## Journalistik
Aasmund O. Vinje var så småt begyndt på en journalistsk løbebane i Mandalstiden, og frem til våren 1850 skrev han fast i «Morgenbladet», men kom i strid med redaktøren af politiske og personlige grunde, og forlod bladet. 
I efteråret 1849 anså Jaabæk Aasmund O. Vinje som en frafalden fra bondepartiet. Nu var det arbejderbevægelsen som optog ham. I maj 1850 hjalp han Harro Harring med at skrive i dennes blad «Folkets Røst» og blev medredaktør i dets efterfølger «Tiden». Han var medunderskriver på protesten mod Harrings udvisning fra riget 29. maj 1850, men da han erfarede, at regeringen var totalt ligeglad, vendte han sig bort fra alle partier og valgte at være tilskuer til kampen. Hans eneste forum blev Drammens Tidende, hvor han skrev i alt 700 artikler.

### «Andhrimner»
Hans første venner i Christiania var Henrik Ibsen og Paul Botten-Hansen. Sammen med dem udgav han det satiriske blad «Andhrimner» efter kokken i Valhall (jfr. norrøn mytologi). Forbilledet for bladet, som også blev kaldt «Manden», var den dansk-jødiske digter Meir Aaron Goldschmidts «Corsaren».
Særlig nært blev venskabet med Botten-Hansen, i den kreds som kaldtes med det Holberginspirerede navnet «Westphalerne».

### Landsmålet ogDølen
Fra midten af 1850'erne kom han meget hos proprietær Johan Brandt på Haugerud i Vestre Aker. I 1852–57 omgikkes han Ole Vig, som ville fornorske skriftsproget. Dette inspirerede Vinje til at tage særnorske ord og vendinger i brug i skriften, og i 1853 forsøgte han at skrive en salme på dialekten fra sin hjembygd. Han kunne imidlertid ikke gammelnorsk, og syntes ikke han havde gode nok forudsætninger for at skrive Aasens landsmål.
Efter embedseksamen begyndte han at høre forelæsninger i gammelnorsk hos Jakob Rudolf Keyser. På samme tid gav han sig igen i kast med filosofiske og naturvidenskabelige studier. Han drøftede sprogspørgsmålet med Aasen, og i oktober 1858 var han klar til at gå i gang med ugebladet «Dølen». Resten af livet levede han for dette blad, som han for det meste skrev selv, hjulpet af Aasen og unge studenter. Efter to år måtte han rigtignok indtil videre opgive «Dølen» på grund af økonomiske tab, og fordi bladarbejdet lod til at være til hinder for at få de juridiske poster, han havde søgt. 
Med det stærkt personlige ugeblad Dølen fra 1858 satte Vinje et skel i udviklingen af norsk journalistik. I Dølen var han sin egen herre. Mange af hans digte er offentliggjort i Dølen. Af og til kom bladet ud uregelmæssigt, men så kunne der pludselig komme en hel bog, som Ferdaminni frå sumaren 1860 (Ferdaminne), et højdepunkt i Dølens historie. Dølen fylder samlet fire store bind i pragtutgaven fra 1970-73 med træsnit af Terje Grøstad. 
Som journalist er Vinje kendt for sit berømte "Tvesyn". Han kunne på en gang se både retten og vrangen på «livets væv», som han gerne sagde, eller han kunne le med et øje og græde med det andet.

### Folkelig væremåde
Vinjes kortfattede stil fik Bjørnson til at skrive om hans "Punktumraseri" og "Hakkemadstil" (i Morgenbladet 15/1854). Han kunne også sætte folk i forlegenhed med sit raske mundtøj. Det fik Nils Collett Vogts far, som var driftsbestyrer ved Christiania sporvejsselskab, erfaret. Vinje og Vogt kendte hinanden lidt fra Mandal, og vekslede gerne et par ord, når de mødtes tilfældigt på gaden. Da Vinje omsider var blevet gift, gratulerede gamle Vogt ham. Vinje svarede da med et smil: "Ja, hun havde en ko." Vogt brød sig ikke om den slags folkelig tale og blev forlegen. Det var samme type humor, som kunne få Vinje til at skrive: "Min Omgang i Ungdomen med Grisen kom meg til den største Nytten, daa eg skulde studere tysk Philosophi. Det var den sama blinde Samanheng i Slutningsrekkja utan Syn for aandfulle Innvendinga i Oversetningen."
Vinjes motto var "Det er saa viktig aa kosa seg!" (= Det er så vigtigt at hygge sig!)

## Svag økonomi og omflakkende liv
Vinje, som kom fra små kår, havde ofte økonomiske problemer. I slutnngen af 1850 var det rigtig ilde, men det rettede sig noget, da han fra nytår 1851 blev fast korrespondent for «Drammens Tidende». Til slut tjente han 300 spd. om året, og ved siden af skrev han ofte i andre blade, forfattede lejlighedssange for betaling og optrådte som taler både i og udenfor hovedstaden. Han talte på hesteskuer, landbrugsudstillinger og i andre offentlige forsamlinger. 
Vinje førte i nogen år en omflakkende tilværelse, hjulpet af sine venner. Sommeren 1860 gik han næsten uden penge til fods gennem Østerdalen over Dovre til Trondheim, og tilbage gennem Romsdal og Gudbrandsdalen. Det er denne tur, han har beskrevet i sine Ferdaminni. Den 24. november 1860 fik han 250 spd. fra offentlige rejsestipendier til at foretage en studierejse til England og Skotland, hvor han skulle sætte sig ind i de lokale kommunale indretninger og retstilstanden. Stipendiet var imidlertid for lille til, at han foreløbig kunne bruge det. Han besluttede da at lære et håndværk. I marts 1861 drog han til sin yngre halvbror, som var ølbrygger ved Charlottenberg i Sverige, for at lære ølbrygning. Efter nogen måneder vendte han tilbage til Norge, og den følgende vinter boede han som gæst hos en englænder, Eardley John Blackwell (oprindelig fra Richmond), i Vågå i Gudbrandsdalen, hvor han studerede engelsk sprog og litteratur. I februar 1862 tog han afsked, da han var blevet uvenner med englænderen. Den 8. marts kundgjorde han så, at han ville genoptage arbejdet med «Dølen».
Da han 6. juni 1862 fik et tillægsstipendie på 100 spd. af Det Kongelige Norske Videnskabers Selskab i Trondheim og 20. april 1863 yderligere 80 spd. fra samme selskab, derfor kunne han i juni 1862 deltage i studentertoget til København, og straks derpå rejste han til England og Skotland. Han vendte først tilbage i juli 1863, efter at have været en måned i Paris. I 1863 skrev han A Norseman’s View of Britain and the British, som blev oversatt til norsk ti år senere.
Høsten 1863 drog han til Stockholm, hvor han en tid var gæst hos statsminister Georg Christian Sibbern, og opholdt sig der hele vinteren. I slutningen af februar 1864 besøgte han Uppsala.
Han måtte for en tid opgive arbejdet med «Dølen», som påførte ham økonomiske tab. Den 23. marts 1864 søgte han forgæves en referentpost ved Kristiania Stiftsoverret. På denne tid kom han ind i kredsen omkring mænd som J. E. Sars, W. Werenskiold og H. Ross, blev bekendt med Auguste Comtes sociologi og Herbert Spencers udviklingsfilosofi. Særlig blev han en god ven af Sars. Sammen gik de hver sommer fra 1864 en fodtur i Jotunheimen, og sammen byggede de i 1868 en hytte ved Bygdin, Eidsbugarden.
Fra 1. marts 1865 blev Vinje ansat som ekstraskriver i justitsdepartementet. Han tjente nu 250 spesidaler i året og kunne tage «Dølen» og digtningen op igen. Da han i februar 1868 angreb regeringens unionsforslag, blev han imidlertid 24. februar givet øjeblikkelig afsked fra departementsposten. Nogle stortingsmænd fremsatte 2. juni 1869 forslag om, at han skulle bevilliges en årlig forfatterløn på 400 spd., men dette forslag blev ikke taget under behandling. Vinje fortsatte alligevel utrættelig arbejdet med «Dølen».

## Gav navn til Jotunheimen
I barneårene i Telemark var Vinje gededreng i skov og fjeld og fik et nært forhold til dyr og natur. Han var ikke bange for at gå langt, delvis fordi han ikke havde råd til anden transport, men også fordi han havde glæde af det. Han syntes han "fandt sig selv", når han kunne lægge byen bag sig for kortere eller længere tid:
«Fraa Byen det berer.
Eg lyfter paa Hatt,
Gud veit no den Dagen,
naar dit eg kjem att'.» (Fra indledningsdiktet til Ferdaminni)
Vinje blev meget glad for det fjeldområde, som han kaldte Jotunheimen, som siden er blevet det officielle navn. Det er hentet fra norrønt og betyder jætternes bosted. Vinje udtalte ofte, at når han var død, ville hans sjæl sætte sig på toppen af Falketind. Det er grunden til, at Vinjehovedet i granit ved Eidsbugarden hotel er vendt mod netop Falketind.

## Forsøgte at blive politiker
Vinje var med at stifte Den norske turistforening 21. januar 1868, og 24. marts samme år deltog han ved oprettelsen af «Det Norske Samlaget» som havde til formål at udgive litteratur på landsmål. Den 31. marts 1868 skaffede han sig stemmeret i Aker ved at bytte sig til jordstykket «Dølerud», som blev udstykket af gården Store Ullevål. Han opnåede dog ingen stemmer hverken ved valgmandsvalget for Vestre Aker 28. april eller ved stortingsvalget for Akershus 6. maj samme år, men blev til gengæld valgt ind i Akers repræsentantskab ved kommunevalget 10. juli 1869.

## Ægteskab, sygdom og død
Den20. juni 1869 giftede Vinje sig med Rosa Constance Sophie Kjeldseth (født 28. oktober 1836), som havde ladet sig skille fra lensmand i Rendalen A. T. Enevoldsen. Hun var søster til redaktør G. O. Kjeldseth.  Det var vanskeligt at finde nogen præst, som ville vie en fraskilt. Men sognepræsten i Vestre Aker A. W. Fangen påtog sig opgaven. Sommeren samme år gjorde Vinje sin sidste fodtur i Jotunheimen sammen med Ernst Sars. I november og december holdt han syv foredrag i Bergen over æstetiske og historisk-filosofiske emner, og i de første måneder af 1870 holdt han foredrag i Tønsberg og Larvik. 
Den 19. marts optrådte han for sidste gang i en større forsamling, da han talte for Bjørnsons genvalg som formand i Studentersamfundet, men under mødet blev han smidt ud af sine modstandere.
Den 12. april 1870 døde hans kone efter at have født en søn. Tabet tog voldsomt på Vinje. I et par måneder måtte han bo hos sin halvbror ved Kongsvinger. Kort efter at han var vendt tilbage til Christiania, blev han indlagt på Rikshospitalet, men han længtes til fjelds, og 26. juli forlod han sygehuset. Han kom ikke længere end til Gran i Hadeland. Der fandt han en gård, som ville huse ham, hos sin ven pastor Anton Christian Bang. På den måde blev ordene fra «Ved Rondane» opfyldt:
Eg finner vel eit hus som vil meg hysa
når soli heim til notti vil meg lysa.
Om morgenen 30. juli blev han fundet død; det viste sig, at han havde haft en kræftsvulst i underlivet.
Aasmund O. Vinje er gravlagt ved Søsterkirkene på Gran, hvor der er rejst et monument over ham. Hver år på Norges nationaldag den 17. maj er der tradition for at hylde Vinje med taler og kransenedlæggelse ved Vinjemonumentet i Gran.

## En rimsmed fra Telemark
Aasmund Olavson Vinje var fra et fylke, hvor folkemusik og folkedigtning altid havde haft gode kår. Han var uhyre begavet, og arbejdede sig frem ad en kringlet vej fra gårdsdreng til embedseksamen, banebrydende journalist, målmand og betydelig lyriker i en tid, da der ikke fandtes nogen Statens lånekasse for studerende ungdom. Trods alle forskelle i personlighed og fremfærd, havde han noget til fælles med Ivar Aasen, som også kom fra små kår. Aasen bortvalgte godt nok en akademisk karrierevej for ikke at svigte sin folkelige herkomst. Det gjorde Vinje ikke, men han forblev alligevel altid en mand af folket. 
Han havde en udtryksevne af de sjældne, og talte og skrev med en frejdighed og træfsikkerhed, som mange kunne misunde ham, eller tage anstød af. Det er ikke frit for, at han nogen gange blev oplevet som rapkæftet, noget også hans far var kendt for at have været. Ivar Aasen understreger, at Vinje havde mod til at kæmpe for en god sag, selv om det skulle skabe ubehageligheder for ham selv, og skriver blandt andet:
«Han var ikke plaget af denne Frygstsomhed og Blyhed, som ofte er til Besvær for unge Mænd af Bondestanden, naar de komme ud i en videre Kreds; tværtimod optraadte han i Skrift og Tale med en saadan Djærvhed, at det af og til vagte Ængstelse hos hans Venner og Uvilje paa visse andte Steder. Hans Virksomhed blev derfor forskjellig bedømt og tildeels behandlet med Spot og Ringeagt; men man kan ikke sige at hans Modstanderes Stridsmaade var bedre end hans egen» (Ivar Asen: Skrifter i Samling b. II, 1912, s.210).

### Folkekær lyriker
Selvom Vinje kunne gøre grin med det meste, afslørede lyrikeren af samme navn et dybt og følsomt sind. Han fandt sit eget sprog efter de fyrre, og det forløste ham som lyriker:
«det var først nå han ble den intime lyrikeren og den fine naturskildreren i vers og på prosa. Ansikt til ansikt med naturen tier spottegauken. Overfor naturen gjelder ikke noe tvisyn.» (Norsk litteraturhistorie 1978 ved Harald og Edvard Beyer s. 174.)
Til belysning kan nævnes åbningen af kapitlet "Vaarstigen og der norigjenom" i "Ferdaminni":
«Soli kom nedetter Lidarne, daa eg gjekk fraa Kongsvoll nedigjenom Drivdalen, som er den tronge og djupe og bratte Inngong til Thrøndelagen. Det er ein Dal so vill, at her ikki  ero mange slike i Landet; men den vesle Jord, som henger inn i Bergi er god, der er grønt og godt gjeitebeite. Soli radde seg nedetter og merkte af so svarte Skuggar på den grøne Grunnen, at det var som Fjølltopparne skulde koma livslivande nedigjenom Lidarne, svarte og glidande paa ein grøn Stol kantat med Guld. "Driva" fysste kvit og rauk og rauk i dei smaae Fossar, der var. Bekkirne hingo som kvite Band nedetter Bergi. Morgonvinden kom liksom ifraa Snohætta og nedigjenom denne Glupen. Det liksom tok og skok i meg:
Her er so vænt, det kann meg grøta
for det, um eg er vaksen Karl,
for Dal og Fjøll og Sol meg møta
som heime, då eg liten var.
Eg høyrer som Naturens store
og friske glade Hjarteslag.
Ja, Herre, alt det, som du gjorde,
er ungt som det var skapt i dag.» (Fra Ferdaminni fraa Sumaren 1860)
Vinje skrev i alt omkring 250 digte. Af disse var mere end halvdelen refleksionslyrik. Det øvrige er centrallyrik og naturlyrik. Men grænserne mellem de forskellige kategorier kan imidlertid være flydende.
Prøve på refleksionslyrik:
Kunnskap skal styra Riki og Land,
og Yrkje skal Baaten bera,
og Ingen maa vera ein Styresmann,
som ikkje ein Mann kan vera.         (I Dølen 3. april 1859))
Prøve på centrallyrik:
Det fyrste du hever at gjera Mann,
det er at døy,
naar ikkje lenger du elska kann
den fagre Møy.                        (I Dølen 10.09. 1859)
Prøve på naturlyrik: 
No ser eg atter slike Fjøll og Dalar,
som deim eg imin fyrste Ungdom saag,
og sama Vind den heite Panna svalar;
og Gullet ligg på Snjo, som fyrr det laag
Det er eit Barnemaal, som til meg talar,
og gjer meg tankefull, men endaa fjaag.
Med Ungdomsminni er den Tala blandad:
Det strøymer paa meg, so eg knapt kan anda. (Af «Ved Rundarne» i Ferdaminni fraa sumaren 1860)

### Sans for metrik
Vinje havde stor sans for metrik og veg ikke bort fra krævende strofeformer. I digtet «Vaaren» kombinerer han til og med flere antikke versemål med avancerede rimmønstre. Han kunne også tage folkedigtningen til forbillede. «Den dag kjem aldri» kan for eksempel kaldes for en nystev-vise.
Parallelt med Ivar Aasen var Vinje en pioner for nynorsk sangbar lyrik, og i lighed med Aasen opnåede han varig gennemslag for sine digte blandt almindelige folk. De har også begge været med at bryde vejen for andre folkekære landsmålslyrikere som Arne Garborg og Per Sivle.

### Aasens mindedigt
I det digt Aasen skrev til minde om Vinje, taler han om
gutten fra "Vinje-bygd", som stræber mod «større lys», om hans kundskabstørst og formidlingsglæde, og afslutter med at spå, at Vinjes "song" (lyrik) vil leve blandt folk.  
Det mål han ræddest fyre skam
og seg i skuggen smette,
det bar han fritt i ljoset fram
og rett mot urett sette.
Men år og dagar gingo fort,
og nær mun enden vera.
Han tyktest hava litet gjort
mot alt han vilde gjera.
Eit  stig på vegen fram var nått,
og betre hug var vaknad,
då seig han ned og tagnad' brådt,
og vida vardt han saknad.
No stend eit minne på hans grav,
og mange var dei hender,
som beining til det minne gav
i landsens vide grender.
Eit annat minne er hans song,
som vidt ikring vil finnast;
og millom folket mangein gong
vil namnet Vinje minnast
(Citeret efter Ivar Aasen fra bogen Millom bakkar og berg I utval ved Magne Myhren)

## Mindesmærker
- Ved søsterkirkerne på Gran, hvor Vinje er gravlagt, blev der i 1873 rejst et højt monument med  Vinjes buste udført af Brynjulf Bergslien.
- Vinjestoga, digterens barndomshjem i Vinje kommune.
- Bronzestatue i hel figur placeret ved «Vinjar», samfundshuset i Vinje, lige ved Vinjestoga, er lavet af Knut Skinnarland. Afsløret i 1947.
- Aasmund Vinjes vei findes i flere norske byer og landsbyer: Moss, Fjellhamar, Oslo, Skjetten, Hamar, Gjøvik, Rjukan, Skien, Mandal, Stavanger, Øvre Årdal, Trondheim.
- En statue af Vinje står i Skien, opført i 1918.
- Vinjes hoved er hugget i en  1,5 meter høj sten, som er placeret nær Vinjes digterstue på Eidsbugarden i Jotunheimen. Ståle Kyllingstad har skabt monumentet.
- I 1968 blev der rejst en statue af Vinje i Sogn Studentby, i Oslo. Denne er udført af Dyre Vaa. Kunstneren har forestillet sig Vinje som hippie.
- I 1968 på 150-års dagen for Vinjes fødsel udgav Posten et frimærke med portræt af Vinje
- I 1984 blev Vinje afbilledet på Norges Banks 50-kroneseddel
- Vinjerock musikfestival er opkaldt efter Vinje og bruger Vinjes ansigt i sit logo

## Udgivelser

### Tidsskrift
- 1858–1870 – Ugebladet Dølen udkom på landsmål.

### Bøger
- 1861 – Ferdaminni fraa Sumaren 1860, en skildring af en rejse til kroningen af kong Karl 4. af Norge (Karl 15. af Sverige) i Trondheim i 1860.
- 1864 – Diktsamling, med mange af de mest kendte af hans digte.
- 1866 – Storegut. Dikte.
- 1863 – A Norseman's View of Britain and the British
  - 1873 – norsk udgave: Bretland og Britarne.